# Metabolisten

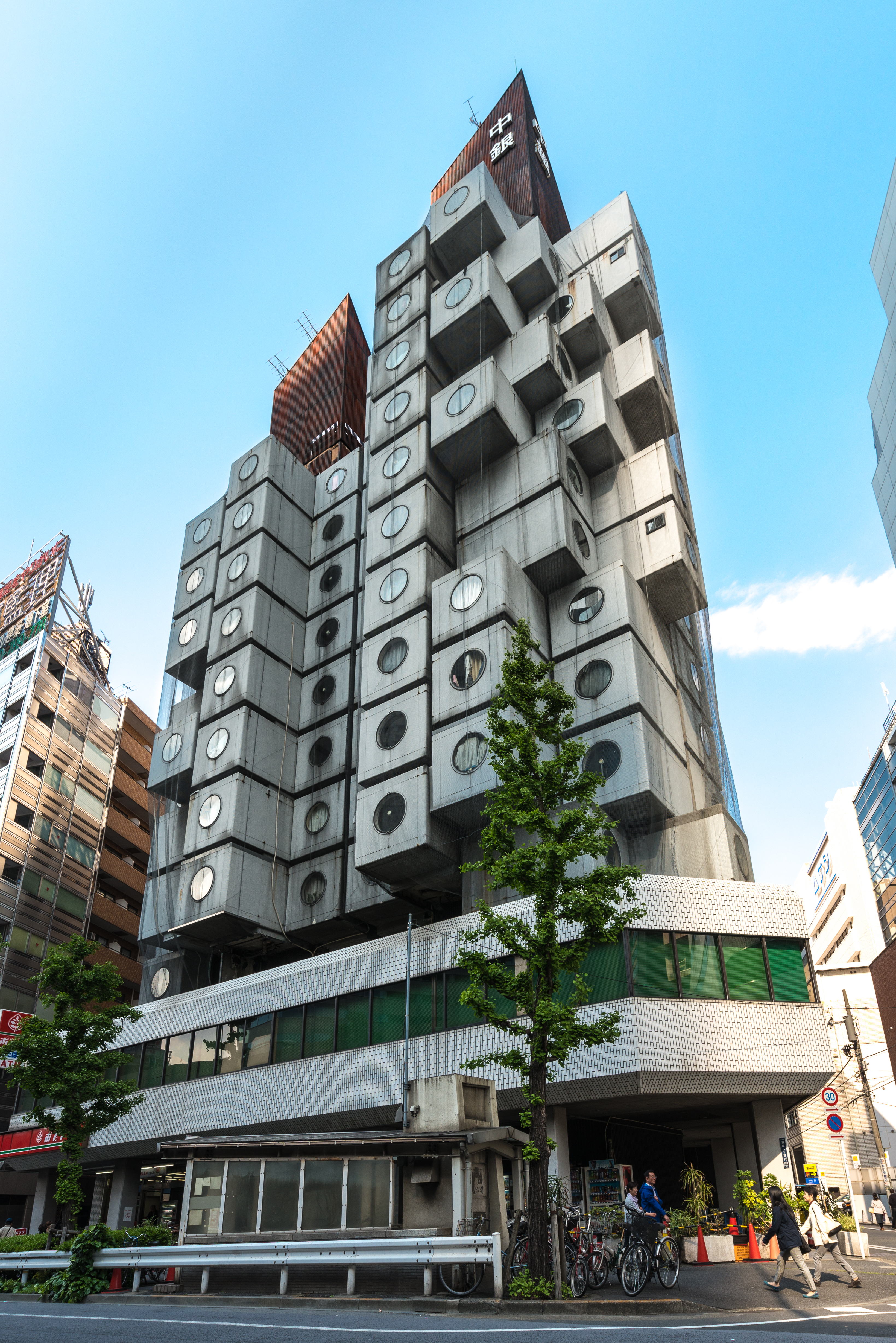
Der Nakagin Capsule Tower in Tokio (Kishō Kurokawa, 1972) ist ein Beispiel für die Formgebung der Metabolisten

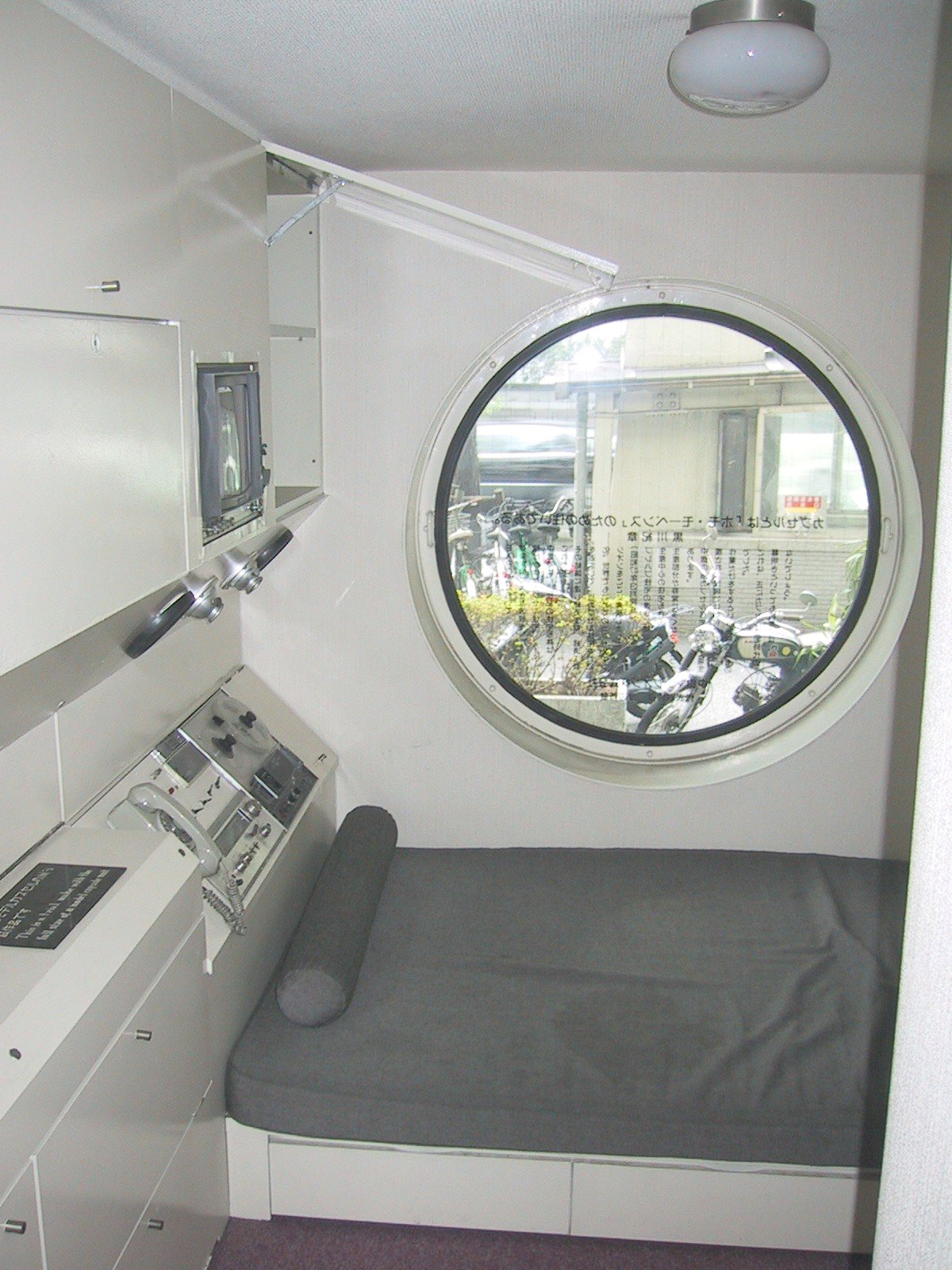
Innenansicht einer Kapsel des Nakagin Capsule Tower

Als Metabolisten  werden Vertreter der japanischen Architekturströmung Metabolismus (japanisch: メタボリズム, metaborizumu) bezeichnet. Architekten, Designer und Stadtplaner fanden sich 1959 auf dem CIAM zusammen und planten gemeinsam ihren Auftritt auf der World Design Conference in Tokio 1960.

## Konzepte
Der bekannte Architekt Kenzō Tange stellte als Patron von Kiyonori Kikutake zwei von dessen theoretischen Projekten auf der CIAM 1959 vor. Im Anschluss daran formte sich die Bewegung, als gleichgesinnte Architekten und Designer sich zusammenfanden und die Ideen weiter diskutierten.
Bei der Besprechung von Kikutakes Entwurf der „Marine City“ von 1958 verwendete Noboin Kawazoe den Begriff shinchintaisha (jp. Stoffwechsel, engl. metabolism) als Symbol für den essentiellen Austausch von Material und Energie zwischen Organismus und Außenwelt, ein regelmäßiges Ersetzen des Alten durch Neues. Die Gruppe spann diese Idee der kontinuierlichen Erneuerung beim Wachstum weiter und suchte nach einem international verwendbaren Namen für den japanischen Begriff. Dies führte zur Namensgebung der Gruppe als Metabolisten.
Es wurde der Gedanke verfolgt, den organischen Lebenszyklus von Geburt und Wachstum auf Städtebau und Architektur zu übertragen. Flexible, erweiterbare Großstrukturen (vergleichbar Stamm und Ästen eines Baumes) sollten dies ermöglichen, indem etwa Baumodule (vergleichbar mit den Blättern) dynamisch ausgetauscht werden können sollten. Beispielentwürfe integrierten Verkehrsinfrastruktur (Bahnen, Straßen, Aufzüge) als Lebensadern verwoben in diese Strukturen. Zukünftige Massengesellschaften sollten nach den Vorstellungen der Metabolisten in diesen „urbanen Organismen“ leben und arbeiten.
Nach der Auffassung der Metabolisten reichten die bisher gültigen Gesetze von Form und Funktion bei der Gestaltung von Städten nicht mehr aus. Die neuen, zukünftigen Anforderungen der Kultur und Gesellschaft erforderten die Einbeziehung der Gesetze des Raumes und des stetigen Funktionswandels.
Die Metabolisten präsentierten Ergebnisse wie die schwimmende Stadt am Meer (Projekt Unabara), die Turmstadt von Kiyonori Kikutake, die Wand-, Agrarstadt und sogenannte Helix-City von Kishō Kurokawa.

## Historischer Kontext der Bewegung
Die Ideen der Metabolisten entwickelten sich in der Nachkriegszeit, als in Japan die kulturelle Identität in Frage gestellt war. Radikale Ideen beim Wiederaufbau der stark zerstörten Städte waren populär, zumal sie futuristische Visionen boten und Japan unter einem hohen Bevölkerungsdruck stand. Inspiration wurde aus Kultur und Religion gezogen (Regeneration und Wiedergeburt im Buddhismus) wie auch aus der Wissenschaft (Physik und besonders Biologie). Während Metabolisten Referenzen auf traditionelle japanische Stile ablehnten, griffen sie auf andere verbreitete Konzepte zurück, etwa vorgefertigte Bauteile oder regelmäßige Erneuerung (vergleiche etwa den Ise-Schrein).

## Manifest der Metabolisten
1960 entstand für die World Design Conference in Tokio das Manifest der Metabolisten Metabolism: The Proposals for New Urbanism mit Beiträgen der Architekten Kiyonori Kikutake, Kisho Kurokawa, Fumihiko Maki, Sachio Otaka und Noboin Kawazoe. Die Designer Kiyoshi Awazu und Yasuko Kawazoe (Noboins Frau) gestalteten diese Broschüre.

### Kikutake:Ocean City
Die Ocean City vereinte Kikutakes vorherige Entwürfe Tower-shaped City und Marine City, die er bereits 1958 und 1959 vorgelegt hatte. Hier stellte er „große und kleine Strukturen“ (minor / major) vor, die auf „künstlichem Land“ entstehen sollten. Frei schwimmende Städte auf dem Ozean sollten demnach erlauben, das natürliche Land in seiner ursprünglichen Form zu nutzen. Wie Organismen sollten sie wachsen, alte Zellen abstoßen, als (Re-)Produktionsstätte für neue Städte dienen und am Ende ihres Lebenszyklus versenkt werden.

### Kurokawa:Space City
Kurokawas Beitrag Space City stellte vier Ideen vor. Anders als in Tanges (ebenfalls nicht realisiertem) Tokyo City Bay Project auf einer linearen Achse quer durch die Bucht von Tokio war Kurokawas Idee von Neo-Tokyo dezentralisiert und in kreuzförmigen Mustern organisiert. Niedrige Stadttürme (Tokios Bauvorschriften verlangten maximale Gebäudehöhen von 31 Metern) in Bambus-Form prägten sein vorgeschlagenes Stadtbild. Weitere Ideen waren die Wall City (eine Wand, welche zugleich die Verkehrsinfrastruktur enthält, trennt Heim und Arbeitsplatz), die Agricultural City (auf Stelzen stehende Gebäude stehen oberhalb der landwirtschaftlich genutzten Oberfläche) und das Mushroom-shaped house (pilzförmige Wohnhäuser, die in der Agricultural City gebaut werden könnten).

### Maki und Otaka:Towards the Group Form
In ihrem Aufsatz Towards the Group Form propagierten Maki und Otaka flexible Formen der Stadtplanung, um schnellen und unvorhersehbaren Veränderungen bei den Bedürfnissen einer Stadt und ihrer Bewohner besser gerecht werden zu können. Gemeinsam war beiden Entwürfen die Gruppierung von gleichförmigen Gebäuden als Cluster, wobei Otaka gedrängtere, schwere Bauweisen bevorzugte und Maki leichte Entwürfe.

### Kawazoe:Material and Man
Kawazoe verfasste einen kurzen Aufsatz, in welchem er die Einheit von Mensch und dessen natürlicher Umgebung propagierte.

## Rezeption

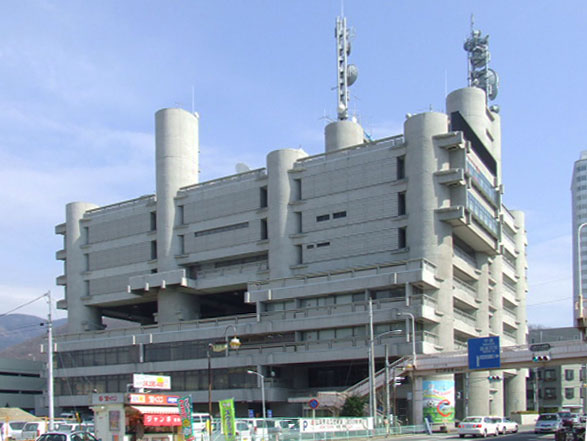
Das Yamanashi Press and Broadcaster Centre

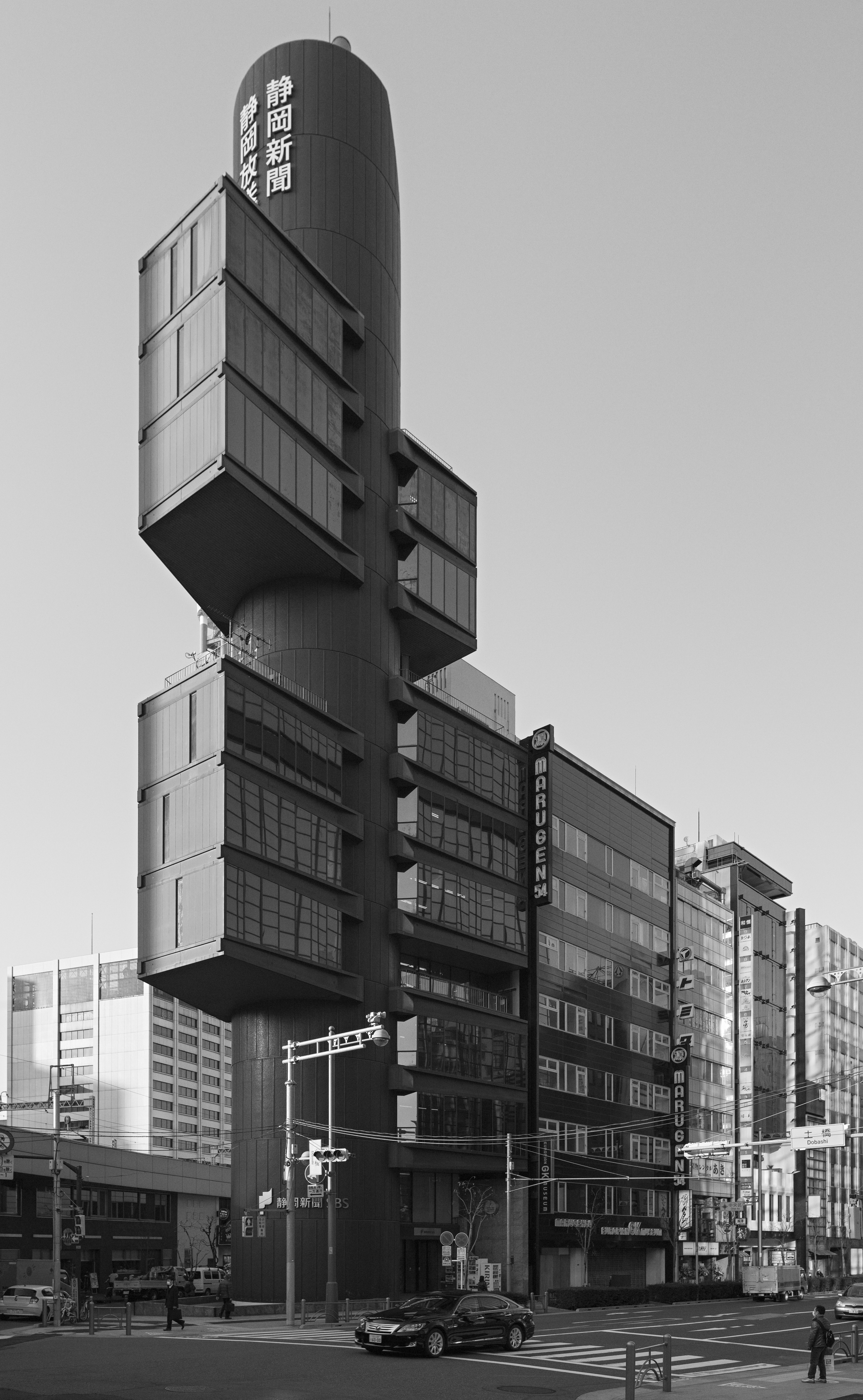
Das Shizuoka Press and Broadcasting Center

Fumihiko Maki bezeichnete die Großstrukturen der Konzeptideen zunächst auch als „Megastructures“, einen Begriff, den Reyner Banham für sein gleichnamiges, 1976 erschienenes Buch entlieh. Banham definierte Megastrukturen als modulare, kurzlebige Einheiten, die an ein langlebiges strukturelles Gerüst angebunden werden. Maki selbst vertrat aber seine Idee der „Group Form“, die seiner Meinung nach mehr zur Unordnung einer Stadt passte.
Rezeption der Projekte fand sich auch in Robin Boyds Werk. Der australische Architekt verwendete den Namen der Metabolisten in einem Zug mit dem von Archigram aus Großbritannien. Beide Gruppierungen verband die Nutzung von Megastrukturen und Zellen, doch deren Vorschläge gingen in unterschiedliche Richtungen: während Metabolisten die soziale Struktur von Stadt und Gesellschaft durch organische Architektur zu verbessern suchten, war Archigram durch utopische Ideen aus Mechanik und elektronischen Medien geprägt.
Obwohl einzelne Gebäudeprojekte in den 1960ern und 1970ern realisiert wurden, zum Teil auch wie in den Entwürfen modularisiert erweitert oder umgebaut, blieben die stadtplanerischen Ideen der Metabolisten doch größtenteils Theorie. Sie beeinflussten aber spätere sowie gleichzeitige Stilrichtungen in der Architektur in anderen Ländern. Beispiele für derartig inspirierte Objekte sind etwa das baukasten-artige Habitat 67 in Montréal, das Städtische Kunstmuseum Taipeh, das Intrapolis-Projekt von Walter Jonas oder das Lloyd’s Building in London, dessen Innenwände rasch ein- und abbaubar sind.
Realisierte Projekte der japanischen Metabolisten umfassen unter anderem das Yamanashi Press and Broadcaster Centre in Kōfu (später auch dank der Modularisierbarkeit erweitert, jedoch auch kritisiert für Vernachlässigung der menschlichen Nutzer zugunsten dieser Struktur), der Shizuoka Press and Broadcasting Tower in Tokio (geplant als Ausgangspunkt für weitere gleichartige Türme, welche jedoch nicht entstanden), der Nakagin Capsule Tower und die mehrstöckige Hillside Terrace in Tokio. Metabolistische Entwürfe dominierten auch die Expo ’70. Auf der Expo ’75 realisierte Kiyonori Kikutake seine Vision der Wasserstadt Aquapolis, die noch 18 Jahre in Betrieb blieb.
Einige der entstandenen Gebäude erwiesen sich außerdem als nicht besonders nachhaltige Bauwerke. So wies der Nakagin Capsule Tower nach etwa 35 Jahren vor allem durch seine Asbestbelastung und Feuchtigkeitsschäden durch undichte Wasserleitungen einen erheblichen Sanierungsbedarf auf. Weil eine Sanierung aber unwirtschaftlich erschien, wurde das Gebäude 2022 schließlich abgerissen.